# 玉置弥五左衛門
玉置 弥五左衛門（たまおき やござえもん、天保15年10月8日（1844年11月17日） - 没年不詳）は、幕末の岡崎藩士で、遊撃隊隊士。後、岡崎町長。通称は弥惣。変名は五郎。
玉置弥五左衛門（同名）の長男に生まれ、安政6年（1859年）2月20日の父死去にともない家督を継ぐ。岡崎藩近習役を務めたが、戊辰戦争が勃発して江戸城が無血開城となった後の慶応4年（1868年）5月8日、同藩士と共に脱藩して旧幕府軍遊撃隊に加わり箱根・奥州各地を転戦し、榎本武揚艦隊と合流して蝦夷地へ渡る。遊撃隊第3軍副長および軍目を務めた。
箱館戦争降伏後は国に戻り、明治23年（1890年）6月12日から明治30年（1897年）9月21日まで岡崎町長を務めた。

## 著書
- 『遊撃隊起終録』